# Oxytate
Oxytate L. Koch, 1878 è un genere di ragni appartenente alla famiglia Thomisidae.

## Distribuzione
Le 26 specie note di questo genere sono state rinvenute in Asia, Africa subsahariana e Oceania

## Tassonomia
Questo genere è ritenuto appartenere alla famiglia Philodromidae secondo l'aracnologo Tikader (1980a), in quanto il primo ed il secondo paio di zampe sono sproporzionatamente lunghe.
Ritenuto sinonimo anteriore di Dieta Simon, 1880 a seguito di un lavoro degli aracnologi Song, Feng & Shang (1982a).
Considerato anche sinonimo anteriore di Rhytidura Thorell, 1895, ma non di Musaeus Thorell, 1890 a seguito di un lavoro di Ono (1988c).
Non sono stati esaminati esemplari di questo genere dal 2012.
A dicembre 2014, si compone di 26 specie:
1. Oxytate argenteooculata (Simon, 1886) — Africa centrale, orientale e meridionale
2. Oxytate attenuata (Thorell, 1895) — Birmania
3. Oxytate bhutanica Ono, 2001 — Bhutan, Cina
4. Oxytate capitulata Tang & Li, 2009 — Cina
5. Oxytate chlorion (Simon, 1906) — India
6. Oxytate clavulata Tang, Yin & Peng, 2008 — Cina
7. Oxytate concolor (Caporiacco, 1947) — Etiopia
8. Oxytate elongata (Tikader, 1980) — India
9. Oxytate forcipata Zhang & Yin, 1998 — Cina
10. Oxytate greenae (Tikader, 1980) — Isole Andamane (Oceano Indiano)
11. Oxytate guangxiensis He & Hu, 1999 — Cina
12. Oxytate hoshizuna Ono, 1978 — Cina, Giappone
13. Oxytate isolata (Hogg, 1914) — Australia occidentale
14. Oxytate jannonei (Caporiacco, 1940) — Etiopia
15. Oxytate kanishkai (Gajbe, 2008) — India
16. Oxytate leruthi (Lessert, 1943) — Africa occidentale e centrale
17. Oxytate multa Tang & Li, 2010 — Cina
18. Oxytate parallela (Simon, 1880) — Cina, Corea
19. Oxytate phaenopomatiformis (Strand, 1907) — Isola di Zanzibar (Tanzania)
20. Oxytate placentiformis Wang, Cheng & Zhang, 2012 — Cina
21. Oxytate ribes (Jézéquel, 1964) — Costa d'Avorio
22. Oxytate sangangensis Tang et al., 1999 — Cina
23. Oxytate striatipes L. Koch, 1878[2] — Russia, Cina, Corea, Taiwan, Giappone
24. Oxytate subvirens (Strand, 1907) — Sri Lanka
25. Oxytate taprobane Benjamin, 2001 — Sri Lanka
26. Oxytate virens (Thorell, 1891) — Vietnam, Singapore

### Specie trasferite
- Oxytate castetsi Simon, 1906; trasferita al genere Loxobates Thorell, 1877[1].
- Oxytate kapuri (Tikader, 1980); trasferita al genere Loxobates Thorell, 1877.
- Oxytate minuta Tang, Yin & Peng, 2005; trasferita al genere Indoxysticus Benjamin & Jaleel, 2010.
- Oxytate placata (O. P.-Cambridge, 1899); trasferita al genere Diaea Thorell, 1869.
- Oxytate polita (Thorell, 1890); trasferita al genere Musaeus Thorell, 1890.

### Sinonimi
- Oxytate japonica (Bösenberg & Strand, 1906); posta in sinonimia con O. striatipes L. Koch, 1878 a seguito di un lavoro di Yaginuma (1970d)[1].
- Oxytate setosa Karsch, 1879; posta in sinonimia con O. striatipes L. Koch, 1878 a seguito di un lavoro di Yaginuma, (1962c)[1].